# Kenan Pirić
Kenan Pirić est un footballeur international bosnien né le 7 juillet 1994 à Tuzla. Il joue au poste de gardien de but au Neftçi PFK.

## Carrière

### En club
Formé à Sloboda Tuzla, il part en juin 2012 au NK Gradina. Il fait ses débuts professionnels le 25 août 2012 contre Velež Mostar. 
Après la relégation de Gradina, Il signe pour La Gantoise en 2013 mais il ne joue aucun match avec le club belge et il fait son retour à son club formateur le Sloboda Tuzla. 
En février 2017, il signe avec Zrinjski Mostar. 
Le 11 décembre 2017, il s'engage pour quatre ans avec le NK Maribor. Il fait ses débuts le 29 juillet 2018 contre le NŠ Mura.

### En sélection
Le 31 janvier 2018, il fait ses débuts avec la Bosnie-Herzégovine, contre le Mexique.

## Palmarès
- Zrinjski Mostar
  - Champion de Bosnie-Herzégovine en 2017 et 2018

- NK Maribor
  - Champion de Slovénie en 2019